# Thomas Koch (Schachspieler)
Thomas Koch (* 12. Februar 1972 in Aachen) ist ein deutscher Schachspieler.

## Leben
Thomas Koch ist von Beruf Diplom-Informatiker in Aachen, ist verheiratet und hat zwei Kinder.

## Erfolge
1988 gewann er in Töging und 1989 in Berlin die Deutsche Jugendmeisterschaft U17. Bei der U18-Jugendweltmeisterschaft 1990 in Singapur erreichte er den geteilten 3. bis 5. Platz hinter Sergey Tiviakov, Wladimir Kramnik, gemeinsam mit Peter Heine Nielsen und Tong Yuanming. Nach Wertung war er Fünfter. 1991 gewann er das 1. Internationale Meisterturnier von Bayer Leverkusen nach Wertung. 2000 gewann er die deutsche Einzelmeisterschaft im Blitzschach in Gladenbach.
In Deutschland spielte er bis 1988 für den Verein DJK Arminia Eilendorf 1928 und seitdem für den Aachener Schachverein 1856 (unter anderem in der Saison 2019/21 in der 1. Bundesliga) mit Ausnahme der Saisons 1996/97 und 1997/98, als er für den Post-Telekom Sportverein Aachen antrat. In Belgien spielt er für den Verein KSK 47 Eynatten, mit dem er 2006, 2011, 2014 und 2017 viermal die belgische Meisterschaft gewann. Er nahm sechsmal für Eynatten am European Club Cup teil, 2011 in Rogaška Slatina, 2012 in Eilat, 2013 auf Rhodos, 2014 in Bilbao, 2016 in Novi Sad und 2018 in Porto Carras.
Den Titel FIDE-Meister erhielt Thomas Koch im Jahr 1992. Den Titel Internationaler Meister erhielt er April 2012. Seine IM-Normen erreichte er 1991 beim Leverkusener Meisterturnier, 2001 in der 2. Bundesliga West und jeweils 2007 und 2011 in der Oberliga NRW. Eine weitere IM-Norm erfüllte er 1990 beim First Saturday Turnier in Budapest.